# Municipio de Mama
El municipio de Mama es uno de los 106 municipios del estado mexicano de Yucatán. Su cabecera municipal es la localidad homónima de Mama.

## Toponimia
El nombre del municipio significa en lengua maya la negación. Ma quiere decir No. Existen opiniones en el sentido de que el término está vinculado con lo materno pero aparentemente esto sería una versión infundada, toda vez que el nombre es de origen prehispánico. Los españoles que respetaron el término como nombre de la localidad maya, sí aplicaron una cierta vinculación entre el término "mama" sin acento y la palabra "mamá" (la madre). Más recientemente, con el proceso de transculturización que se ha dado a través de los siglos, resulta que algunos indígenas se refieren a la madre como mama (sin acento), con lo cual la confusión etimológica del nombre del municipio se amplía. Según el diccionario Maya-Español de Cordemex, compilado por don Alfredo Barrera Vásquez, el vocablo Mama es simplemente el toponímico, señalándose que mam puede estar referido al abuelo materno.

## Colindancia
Se localiza en la región sur poniente del estado de Yucatán. Colinda con los siguientes municipios: al norte con Tekit, al sur con Maní, al oriente con el municipio de Chumayel y al poniente con Chapab.

## Datos históricos
Sobre la fundación de Mama se sabe que existe antes de la conquista. En la época prehispánica perteneció al cacicazgo de los Tutul Xiúes.
- En 1549 se asignó la encomienda a Francisco de Barrio con 750 indígenas tributarios.
- En 1607 a Alonso de Aguilar, con 600 indios a su cargo.
- 1825: Con la promulgación de la Constitución de Yucatán, Mama es convertida en cabecera del partido de la Sierra Baja.
- 1837: Pasó a formar parte del partido de Ticul.
- 1840: Se dio una nueva división político administraviva en Yucatán y Mama fue adscrita al partido de Tecoh.
- 1925: Mama se transforma en municipio libre.

## Economía
La principal actividad económica es la agropecuaria. Se cultiva el maíz, el frijol, el chile, la jícama y la sandía. Aunque el municipio se encuentra fuera, propiamente dicho, de la zona henequenera del estado, se cultiva también algo de henequén.
En cuanto a las actividades pecuarias se practica la crianza de bovinos, porcinos y aves de corral.

## Atractivos turísticos
- Un exconvento franciscano del siglo XVII.
- Una iglesia católica donde se venera la Asunción, siglo XVII.
- Una capilla de ofrenda a la Santa Cruz.
- Fiestas populares: Del 5 al 15 de agosto en honor a la virgen de la Asunción se realizan vaquerías, bailes populares y procesiones.

## Localidades
- Chaltum Balam